# Eratophyes
Eratophyes é um gênero de traça pertencente à família Agonoxenidae.